# Jakob Fellner

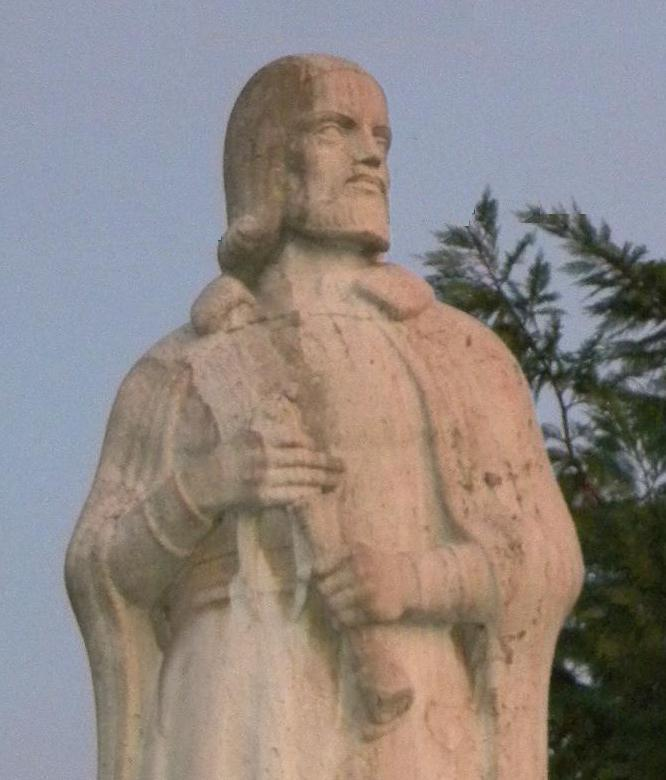
Jakob-Fellner-Denkmal vor der Pfarrkirche in Tata

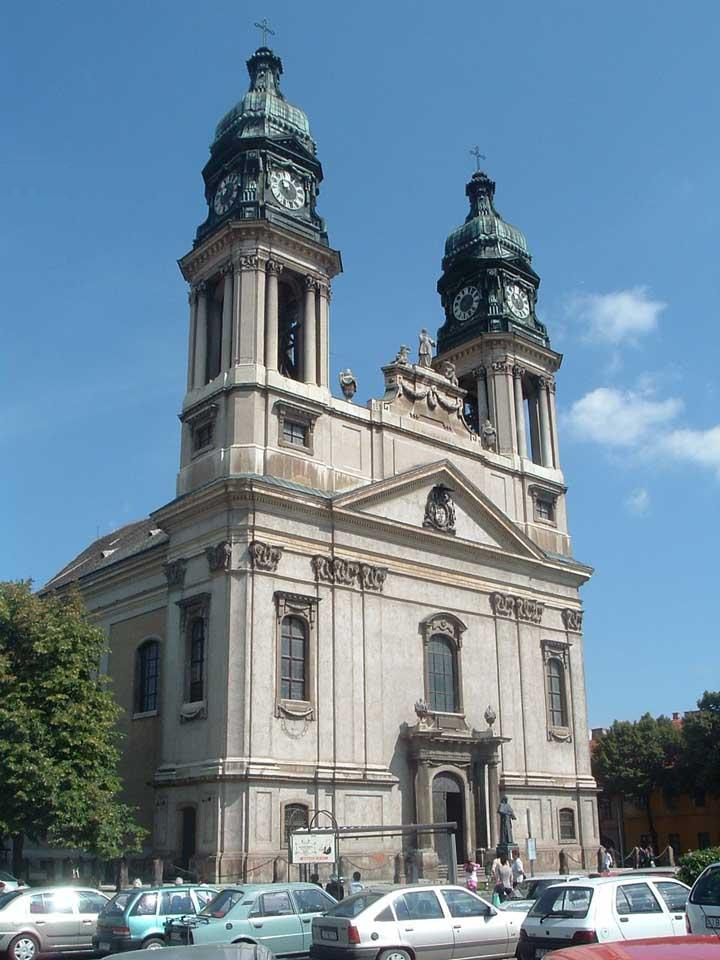
St.-Stephans-Kirche in Pápa

Jakob Fellner, ung. Fellner Jakab, geadelt von Fellenthal (* 25. Juli 1722 in Mikulov (Nikolsburg), Mähren; † 12. Dezember 1780 in Tata (Totis), Ungarn), war ein deutschmährischer Baumeister des Spätbarock. Im Dienst des Hauses Esterházy leitete er Planung und Bau zahlreicher Schlösser und Kirchen im Königreich Ungarn.

## Leben
Jakob Fellner wurde 1744 in Tata Polier und vier Jahre später Baumeister. Im Auftrag der Magnatenfamilie Esterházy leitete er den barocken Ausbau von Schloss und Stadt Tata nach den Zerstörungen der Türkenkriege und des Rákóczi-Aufstands. Bald erhielt er weitere bedeutende Aufträge. 1764 holte ihn Bischof Karl Eszterházy nach Eger (Erlau). 1773 wurde er in den ungarischen Adelsstand aufgenommen.

## Bauwerke
- Schloss, Pfarrkirche Heilig Kreuz, Piaristenkloster und Kapuzinerkloster in Tata
- Kamaldulenserkloster in Majk
- Schloss Cseklesz in Cseklesz
- Schloss Esterházy in Csákvár
- Bischofspalais in Veszprém
- Pfarrkirche St. Stephan in Pápa
- Lyzeum (Karl-Eszterházy-Hochschule) und andere Bauten in Eger (Ungarn)